# Chủ nghĩa xét lại Nga

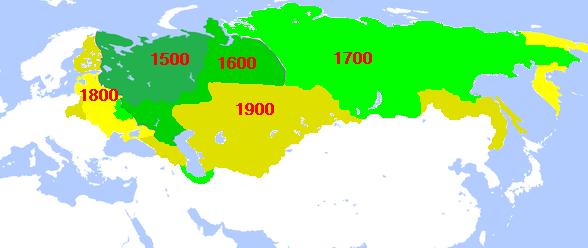
Mở rộng lãnh thổ Nga (1500-1900)

Chủ nghĩa phục hồi lãnh thổ Nga là một chủ nghĩa dân tộc mang tính bành trướng của Nga trong lịch sử, bắt đầu từ thời kỳ Nước Nga Sa hoàng, cho tới Đế quốc Nga từ những năm 1500 cho tới 1900, và Liên Xô bằng việc kiểm soát các nước Đông Âu cũng như xâm lược Afghanistan. Các hành vi bành trướng và xâm lược của Nga bắt đầu từ các cuộc càn quét vùng Siberia từ những năm 1500 ra phía đông; các cuộc xâm lược vào Kavkaz và Trung Á cũng như các hoạt động bành trướng sang phía tây như xâm lược vùng Baltic, cũng như phân chia Ba Lan và xâm lấn vào vùng Balkan cũng như là Thổ Nhĩ Kỳ, Mông Cổ, Trung Quốc và Iran. Nó đã dẫn tới vô cùng nhiều cuộc chiến tranh đẫm máu trong lịch sử Nga, và thậm chí là các hành động diệt chủng các dân tộc thiểu số như người Circassia, người Tatar Krym cũng như người Ba Lan, Ukraina tại các mảnh đất Nga lấn tới.
Từ những năm 1990 sau khi Liên Xô tan rã, rất nhiều người đã kỳ vọng vào sự chấm dứt bành trướng của Nga, mặc dù có tới 25 triệu người Nga sinh sống bên ngoài lãnh thổ Nga. Tuy nhiên, sau khi Nga sáp nhập bán đảo Krym từ Ukraina, đã có luồng ý kiến khẳng định Nga vẫn quyết tâm theo đuổi bành trướng lãnh thổ. Đi kèm với đó là một làn sóng chủ nghĩa dân tộc Nga mới với tham vọng tái lập sự nô dịch của Nga với các láng giềng như sáp nhập các nước Baltic, Belarus, Kazakhstan và theo đuổi chủ nghĩa khuếch trương sức mạnh bằng việc lập nên Novorossya. Theo Vladimir Socor, bài phát biểu của Vladimir Vladimirovich Putin về sáp nhập Krym là điển hình của sự theo đuổi chủ nghĩa bành trướng Nga. Tuy vậy, sau khi các lệnh trừng phạt được áp dụng, nó đã thành công trong việc kìm hãm mộng bành trướng và thiết lập "Novorossiya" của những người theo chủ nghĩa dân tộc Nga.
Năm 2014, Hội đồng Croatia Helsinki ra thông cáo phản đối "chủ nghĩa đàn áp của Nga vào Ukraina", xem nó giống như tham vọng lập nhà nước Đại Serbia của Slobodan Milošević vào những năm 1990.